# Hoya de Enriquillo
La Hoya de Enriquillo o llanura de Cul-de-Sac (en francés: Plaine du Cul-de-Sac y también llamada Depresión de Cul-de-Sac; dépression de Cul-de-Sac) es una llanura situada en la isla de La Española. Se extiende desde el sureste de Haití al suroeste de la República Dominicana. Parte de la depresión se encuentra por debajo del nivel del mar, y en ella hay varios lagos de agua salada, como el lago Enriquillo, la laguna de Rincón, y el lago Caballero (en la República Dominicana) o el Étang Saumâtre y el Trou Caïman (en Haití). Está limitada por las sierra de Neiba y Bahoruco, y posee una superficie de 1 825 kilómetros cuadrados.

## Geología
La Hoya sigue una línea de fallas geológicas muy notables, que recorren la parte sur de la isla de La Española. Es una fosa o depresión tectónica producto de una falla de hundimiento (Falla de Enriquillo), que se originó en los períodos Mioceno-Oligoceno y que originó un canal marino que se extendía desde la bahía de Neiba (República Dominicana) hasta la de Puerto Príncipe (Haití). El canal se fue secando por evaporación, levantamiento y sedimentos en el período Pleistoceno-Holoceno. La parte central se elevó menos y quedó bajo el nivel del mar (44 m), siendo ocupada por el lago Enriquillo.
Las características geológicas y geomorfológicas afirman que esta depresión no es un valle como lo llaman muchos autores (valle de Neiba) sino una hoya.
Prevalecen los suelos lacustres-marinos y aluvionales en la parte oriental (delta del Yaque del Sur). La parte occidental está formada, tanto en el borde de la sierra de Neiba como la de Bahoruco, por abanicos aluvionales o cono de deyección donde se concentran las principales poblaciones y actividades agrícolas.
Existen áreas cubiertas de rocas calcáreas y con afloramiento de corales arrecifales, bancos de moluscos, etc., que unido al alto índice de salinidad, dificultan un buen desarrollo agrícola.
La vegetación es de bosque xerófilo (seco) y clima seco estepario.
Por la zona fluyen arroyos y surgencias que originan pintorescos balnearios, como Las Marías (Neiba), Las Barías (La Descubierta), El Cachón (Boca de Cachón), y la sulfurosa La Sulza (Duvergé).
En la parte occidental el río más importante es Las Damas. Esta zona tiene el lago Enriquillo, (265 km²) que es el lago más grande de las Antillas, situado a unos 44 m bajo el nivel del mar, sus aguas saladas, sus sales son el residuo de lo que fue, “un canal marino” y tiene tres islas también bajo el nivel del mar: Cabritos, Chiquita o Barbarita y la Isleta. La Cabritos mide 12 km de longitud y está poblada por cocodrilos nativos del país (crocodylus acutus o cocodrilo americano) y por iguanas, la más interesante de las cuales es la Cyclura cornuta (en inglés, Rhinoceros iguana), que recuerda a los dinosaurios (parque nacional).
Esta zona es la menos productiva y se explotan frutos y cultivos menores, como la vid en Galván, el cebollino en Mella, etc.
En la parte oriental el río más importante es el Yaque del Sur, que desagua en la laguna Rincón o de Cabral, la cual, gracias a los aportes de agua dulce, no es muy salada, mide 28 km². 
Esta zona es la más fértil y tiene plantaciones de caña de azúcar, plátanos, guineos, cocos, etc.
La industria más importante es el ingenio azucarero de Barahona.